# Pardosa ramulosa
Pardosa ramulosa là một loài nhện trong họ Lycosidae.
Loài này thuộc chi Pardosa. Pardosa ramulosa được Henry Christopher McCooki miêu tả năm 1894.